# Gavrus
Gavrus é uma comuna francesa na região administrativa da Normandia, no departamento Calvados. Estende-se por uma área de 2,72 km². Em 2010 a comuna tinha 567 habitantes (densidade: 208,5 hab./km²).